# 端突蛺蝶屬
端突蛺蝶屬（學名：Historis）是蛺蝶科蛺蝶亞科端突蛺蝶族中的一個屬。大型蝴蝶。物種分佈於新熱帶界的中南美洲熱帶地區、大安地列斯群島至秘魯一帶。成蟲愛吸食水果汁液。

## 物種
- 端突蛺蝶 Historis odius
- 尖尾端突蛺蝶 Historis acheronta